# Offensiva di Hama (2024)
L'offensiva di Hama del 2024 o nona offensiva di Hama è stata un'operazione militare lanciata dalle forze del Governo di Salvezza Siriano (SSG) e dai gruppi ribelli del Governo ad Interim Siriano (SIG), sostenuti dalla Turchia, durante l'offensiva dell'opposizione siriana del 2024, una fase della guerra civile siriana.
L'operazione, lanciata dal Comando delle Operazioni Militari, ha avuto luogo nel governatorato di Hama e nella parte sud di quello di Idlib.
Il 5 dicembre 2024 le forze d'opposizione conquistarono Hama.

## Sfondo
Il 27 novembre 2024, i gruppi siriani di opposizione al governo Assad guidati da Tahrir al-Sham (HTS) lanciarono un'offensiva contro le forze filogovernative nella Siria nordoccidentale. Si trattò della prima grande offensiva di una qualsiasi fazione coinvolta nel conflitto dal cessate il fuoco di Idlib del marzo 2020. L'operazione portò alla rapida conquista di decine di villaggi da parte delle forze ribelli e a un significativo indebolimento delle difese filogovernative. Secondo l'Osservatorio siriano per i diritti umani (SOHR), ciò causò lo sfollamento di parte della popolazione verso diverse città siriane, tra cui Hama.
La città di Hama è una città strategica che disponeva di linee di rifornimento per le roccaforti costiere lealiste ed è vicina alle aree abitate dagli alawiti che in passato avevano ampiamente sostenuto il governo di Assad. Inoltre, la città funge da snodo che collega tutte e quattro le aree principali della Siria: Nord, Sud, Est e Ovest. Collega le vitali linee di rifornimento e transito tra Damasco e Aleppo.

## Battaglia
Il 30 novembre 2024, i ribelli presero il controllo di diverse città, tra cui Taybat al-Imam, Kafr Zita, Latamneh e Morek.

### Inizio degli scontri
Di conseguenza, le forze ribelli si avvicinarono alla periferia di Hama e iniziarono ad accerchiare la città. Nel frattempo, le forze filo-governative iniziarono a ritirarsi sia dalla città di Hama che dalla sua base aerea. Una foto non verificata iniziò a circolare all'inizio del 1° dicembre, che mostrava le forze ribelli entrare nel quartiere di Al-Arba'een del capoluogo del governatorato. Anche Al Jazeera English riferì che le forze ribelli erano entrate ad Hama.
In seguito all'avanzata dei ribelli, il governo siriano inviò rinforzi per fermare l'avanzata delle forze ribelli, insieme alle forze speciali affiliate al Maggior Generale Suheil al-Hassan poste in posizioni strategiche, tra cui le cittadine di Jabal Zayn al-Abidin, Taybat al-Imam, Qamhana e Khitab. Il 1° dicembre 2024 il tenente generale Abdul Karim Mahmoud Ibrahim, capo di stato maggiore dell'esercito e delle forze armate arabe siriane, arrivò ad Hama per supervisionare le operazioni militari nella Siria settentrionale.
Il giorno successivo, l'esercito siriano riuscì a lanciare una controffensiva che portò alla riconquista di parte del territorio nella provincia di Hama e fermò l'avanzata dei ribelli. Le forze filogovernative vennero aiutate dai russi che, grazie a svariati attacchi aerei, presero di mira le posizioni dei ribelli presenti nelle zone rurali di Idlib e Hama. Secondo l'agenzia di stampa statale siriana SANA, l'esercito respinse durante la notte le milizie antiregime nella campagna settentrionale del governatorato di Hama. Sia SANA che l'Osservatorio siriano per i diritti umani affermarono che l'esercito siriano era riuscito a respingere i ribelli. L'SOHR affermò che i rinforzi formarono una "forte linea difensiva" a nord della città. Successivamente i ribelli dichiararono che il vero obbiettivo dell'offensiva era rendere libera la strada per Damasco.
Il 1° dicembre, nell'ambito della rinnovata avanzata dei ribelli nel sud di Idlib, sette combattenti dell'HTS vennero uccisi a Khan Shaykhun da missili trappola in un ex magazzino dell'Esercito Arabo Siriano (SAA) abbandonato dalle forze governative in ritirata nella città. Lo stesso giorno, il generale di brigata Adi Ghosa, comandante della sezione di sicurezza militare nella città di Hama, venne ucciso da un attacco di droni ribelli. Mentre gli insorti continuavano ad avanzare, altri comandanti filogovernativi, come il colonnello Makhlouf Makhlouf, iniziarono a disertare.
Il 2 dicembre, un attacco con drone dei ribelli contro un raduno di leader militari filo-governativi nei pressi di Jabal Zayn al-Abidin, a nord di Hama, causò diversi morti e feriti tra le fila dei soldati pro-Assad. Nel pomeriggio, gli scontri tra opposizione e forze filogovernative si intensificarono nel territorio del governatorato di Hama, in particolare nei pressi delle città di Karnaz e Suran. Nella campagna orientale di Hama, le forze di opposizione avanzarono conquistando la città di Qasr Abu Samrah. In serata, si verificarono, nella regione settentrionale di Hama gli scontri più violenti dall'inizio dell'offensiva tra opposizione e forze filogovernative, con oltre 45 attacchi aerei condotti dall'aviazione russa e siriana. Le forze ribelli presero successivamente il controllo dei villaggi di al-Jubain, Tell Malah, Jalamah, al-Jubain, Breidej, Karnaz e al-Karkat, mentre le forze filogovernative riuscirono a sventare i tentativi di avanzata verso Qalaat al-Madiq. Il bombardamento missilistico delle forze di opposizione sulla città di Hama portò l'uccisione di otto civili. Si verificarono scontri anche sulla linea del fronte, nella piana di Al-Ghab, durante un'offensiva fallita del Tahrir al-Sham, in cui almeno dieci membri dell'HTS vennero uccisi mentre attaccavano le posizioni dell'SAA.

### Combattimenti in periferia

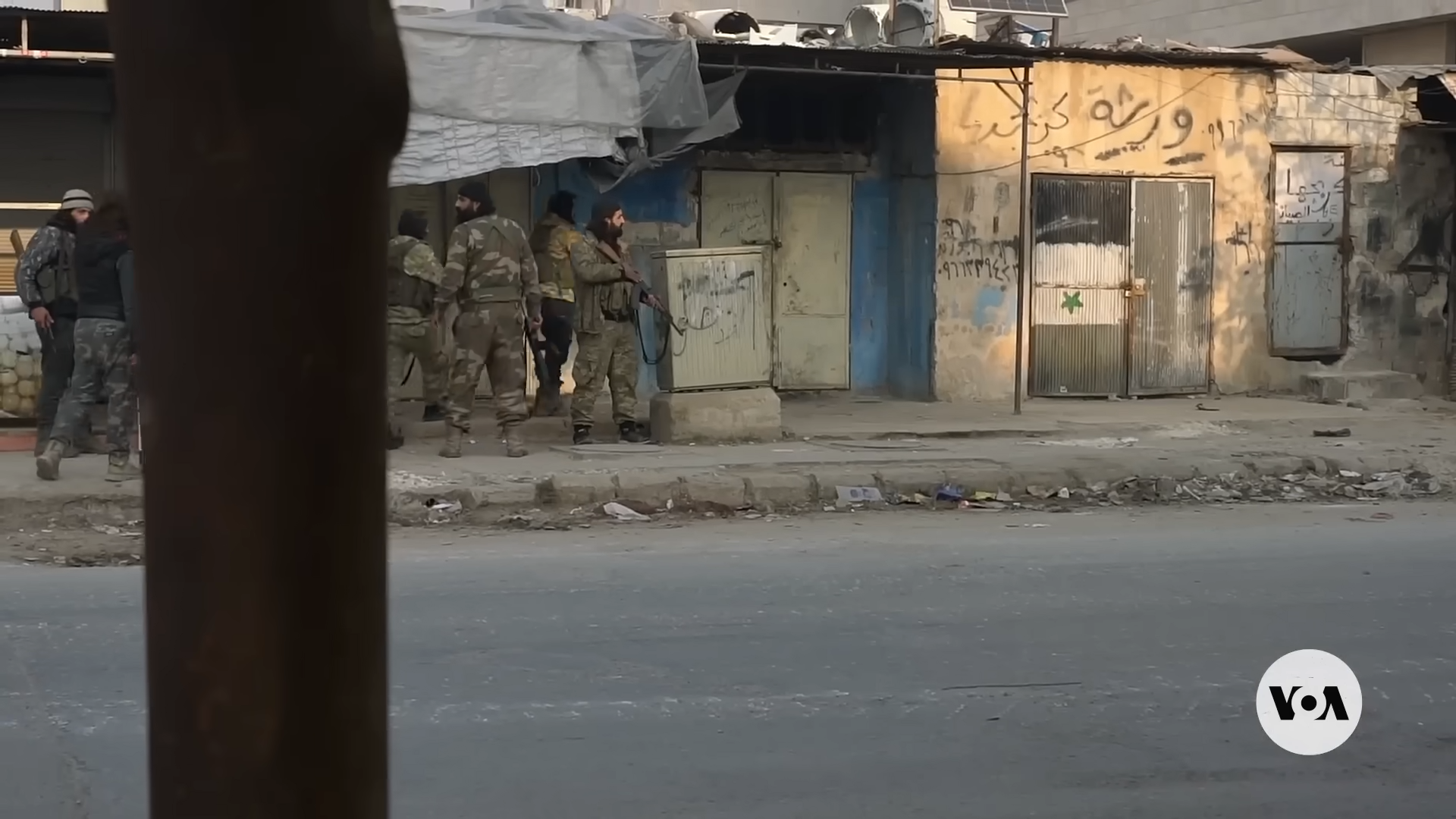
I ribelli sorvegliano il perimetro nella regione di Hama, 8 dicembre 2024.

Il 3 dicembre, le forze ribelli continuarono ad avanzare contro le forze filogovernative, conquistando le città di Taybat al-Imam, Halfaya, Soran e Maardis. In serata si intensificarono gli scontri tra i miliziani d'opposizione e i soldati filogovernativi, che si conclusero con i primi che raggiunsero la periferia di Hama, ottenendo il controllo di più di dieci città o villaggi. Almeno diciassette soldati dell'SAA e otto combattenti dell'HTS rimasero uccisi in pesanti scontri a nord del capoluogo del governatorato. Anche due civili persero la vita a causa dei bombardamenti perpetrati dall'HTS in città.
Anas Alkharboutli, un fotografo che lavorava per la DPA, un'agenzia di stampa tedesca, rimase ucciso in un attacco aereo a Morek, vicino ad Hama.
Il 4 dicembre, le forze della SAA lanciarono una controffensiva per riprendere possesso dell'accademia per veicoli militari cingolati, situata a 18 km a nord-est dal capoluogo del governatorato. Un'altra offensiva venne condotta dalle forze del Tahrir al-Sham sul villaggio di Al-Kareem, adiacente al villaggio di Al-Bared, vicino a Joureen, dove le forze dell'SAA respinsero gli attacchi dei ribelli. Nel giorno delle offensive sulla linea del fronte di Hama, rimasero uccisi almeno 48 combattenti del HTS, 5 combattenti dell'esercito nazionale siriano (SNA) e 34 soldati dell'SAA. Entro sera, le forze d'opposizione riuscirono a bloccare le strade che collegavano Hama a Raqqa e Aleppo e presero il controllo dei villaggi di Shaykh Hilal, Al-Saan e Sarouj, nella campagna orientale di Hama. I pesanti scontri continuarono fino a notte fonda, con i ribelli che conquistarono le città di Khitab e Mubarakat, mentre i combattimenti continuavano a Jabal Zayn al-Abidin.
Alla fine della giornata, le forze ribelli riuscirono a circondare la città di Hama da tre direzioni, a circa quattro chilometri di distanza. Le forze filogovernative mantenevano il controllo della strategica rotta Hama-Homs e nelle ultime ventiquattro ore avevano portato "grandi convogli militari" nella città assediata. Nella campagna occidentale di Hama, gli scontri si avvicinarono alla regione di Latakia, popolata principalmente da alawiti.

### Caduta di Hama

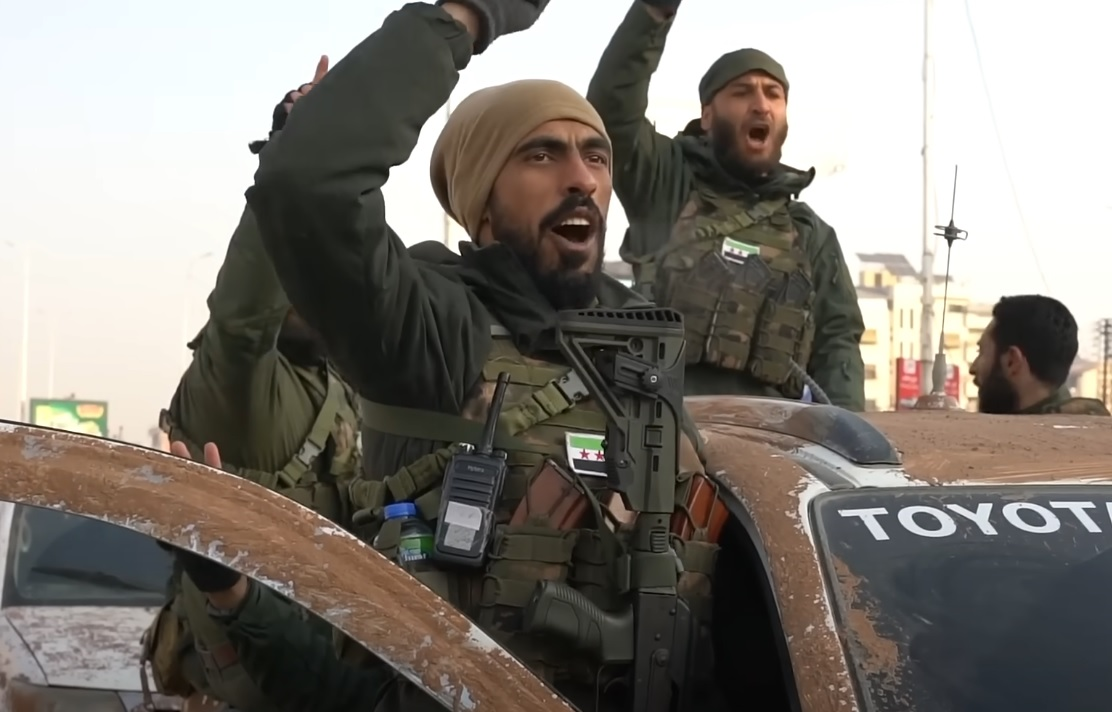
I ribelli dell'HTS celebrano la presa completa della città di Hama.

Il 5 dicembre, le forze di opposizione entrarono nella parte nord-orientale della città di Hama dopo aver conquistato la base della 66ª Brigata a est della città. Vennero segnalati attacchi aerei da parte delle forze filo-governative sul lato orientale, contemporaneamente ai combattimenti con le forze ribelli. La divisione Sultan Suleiman Shah, sostenuta dalla Turchia e guidata da Muhammad al-Jassem, noto con il nome di battaglia di Abu Amsha, si unì alla lotta per il controllo della città.
Lo stesso giorno, le forze dell'SAA si ritirarono dalla città di Hama. Le forze ribelli fecero il loro ingresso anche nella prigione centrale di Hama e liberarono centinaia di detenuti che, a loro dire, erano stati "ingiustamente detenuti" dal regime. Nel pomeriggio, le forze di opposizione assunsero il controllo totale della città e del vicino aeroporto militare. In una dichiarazione, il governo siriano affermò che le sue "unità militari sono state ridistribuite e riposizionate fuori città" per "preservare la vita dei civili" dopo che le forze ribelli riuscirono a "penetrare in diverse parti della città", e un numero "significativo" di residenti di Hama fuggì.

## Conseguenze

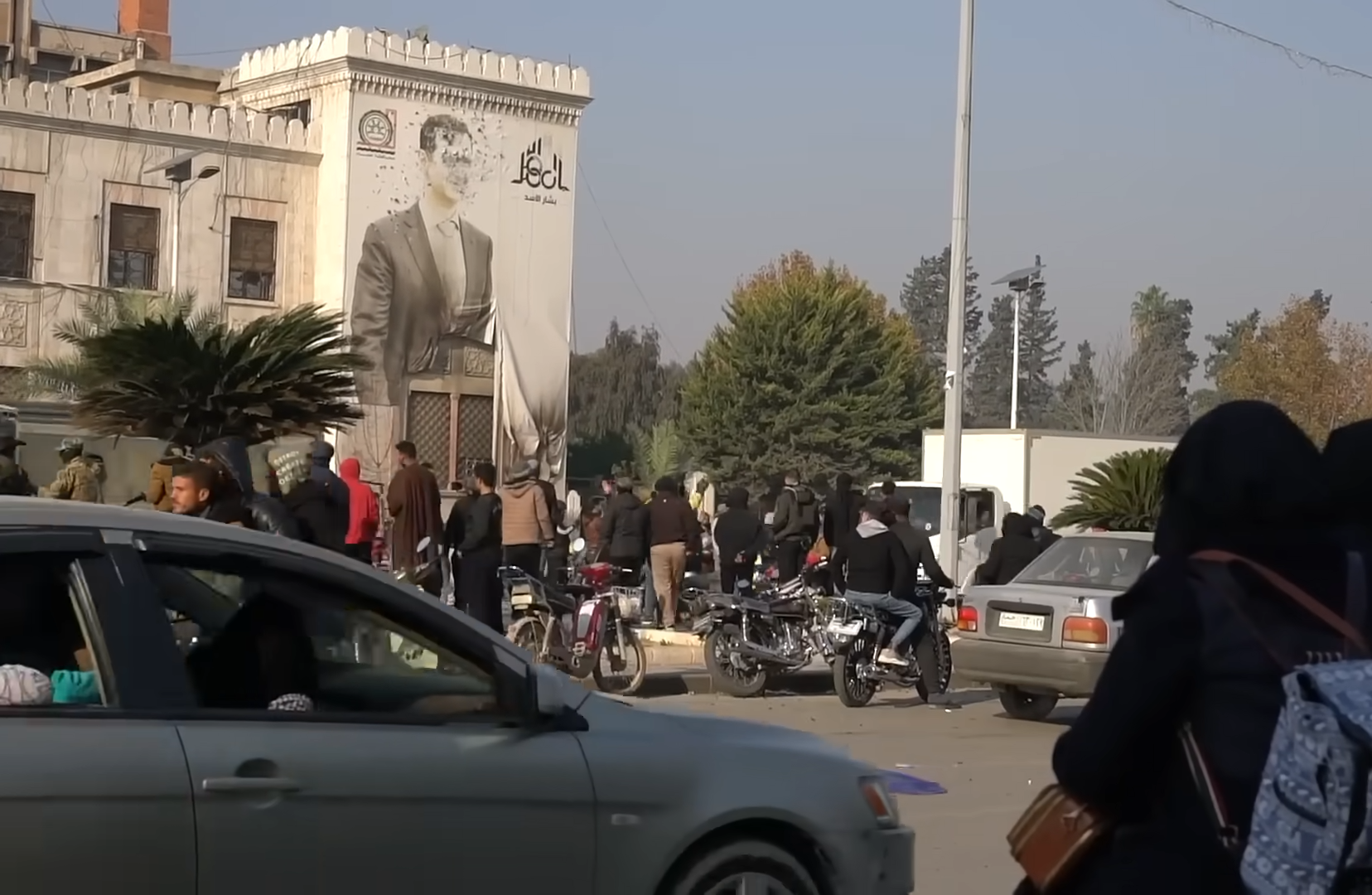
Situazione ad Hama dopo il crollo del governo. Gli astanti osservano un manifesto con il volto di Bashar al-Assad crivellato di proiettili.

Il 5 dicembre 2024, le forze filo-governative si ritirarono dalle città di Salamiyya e Talbiseh per dirigersi verso la città di Homs, poche ore dopo il loro ritiro da Hama, mentre i ribelli si avvicinavano alla periferia delle ex città. In serata, dopo aver raggiunto un accordo con gli anziani della città e il consiglio religioso ismailita, le forze ribelli fecero il loro ingresso a Salamiyya senza nemmeno combattere.
Dopo la caduta di Hama, la guerra fu ampiamente considerata persa per il governo siriano. Alle milizie irachene filo-Assad fu ordinato di ritirarsi dalla Siria dopo il 5 dicembre, poiché i loro ufficiali avevano concluso che una resistenza efficace non era più possibile. La dirigenza baathista tentò di organizzare una difesa di Damasco, ma la città cadde l'8 dicembre.

## Reazioni
- Regime di Assad: Il Ministero della Difesa siriano dichiarò in una nota che: "Le nostre forze armate sono impegnate in feroci battaglie per respingere e sventare i violenti e ripetuti attacchi lanciati dalle organizzazioni terroristiche contro la città di Hama da diversi fronti". Concludendo successivamente che: "Il Comando Generale dell'Esercito e delle Forze Armate continuerà a svolgere il proprio dovere nazionale nel riconquistare le aree in cui si sono infiltrate le organizzazioni terroristiche".[44]
- Governo di Salvezza Siriano: Il leader dell'HTS, Abu Mohammad al-Julani, dichiarò che le sue forze erano entrate ad Hama per "sanare una ferita lunga 40 anni", riferendosi al massacro di Hama del 1982 perpetrato dalle forze del regime di Hafez al-Assad. I ribelli promisero di avanzare più a sud, verso Homs, invitando gli abitanti della città a insorgere in una "rivoluzione contro l'oppressione e la tirannia".[1]